# Прва армијска група НОВ и ПОЈ
Прва армијска група НОВ и ПОЈ била је привремена формација Народноослободилачке војске Југославије (НОВЈ) за потребе продора јединица НОВ и ПОЈ у Србију и Београдску операцију у јесен 1944. године. Формирана је 15. септембра 1944. наређењем Врховног команданта НОВ и ПОЈ маршала Јосипа Броза Тита од јединица Првог пролетерског и Дванаестог војвођанског корпуса.
Команда над армијском групом била је поверена Штабу Првог пролетерског корпуса, под командом генерал-лајтнанта Пека Дапчевића. Поред њега у Штабу су се налазили — политички комесар Мијалко Тодоровић и начелник Штаба Саво Дрљевић. Борбама армијске групе и њеном координацијом са јединицама Црвене армије повремено је руководио Врховни командант НОВ и ПОЈ Јосип Броз Тито.
Приликом формирања, Прву армијску групу сачињавале су јединице Првог пролетерског корпуса (1. пролетерска и 6. личка дивизија), Дванаестог војвођанског корпуса (16. и 36. војвођанска дивизија) и Оперативне групе дивизије (5. крајишка, 17. источнобосанска и 21. српска дивизија). Неколико дана по формирању, у састав армијске групе ушла је 11. крајишка дивизија, а почетком октобра и 28. славонска дивизија.

## Састав армијске групе
Јединице НОВ и ПОЈ у саставу Прве армијске групе:
- Први пролетерски корпус
  - Прва пролетерска дивизија
  - Шеста личка пролетерска дивизија
  - Пета крајишка дивизија
  - Двадесетпрва српска дивизија
- Дванаести војвођански корпус
  - Шеснаеста војвођанска дивизија
  - Тридесетшеста војвођанска дивизија
  - Једанаеста крајишка дивизија
  - Двадесетосма славонска дивизија
- 23. српска дивизија